# Via Annia
La via Annia era una strada romana lungo la costa Veneta (all'epoca più arretrata rispetto alla linea costiera attuale) della quale rimangono solo alcuni resti. Collegava Hatria (moderna Adria), dove si riuniva con la Via Popilia e divenendo Via Popilia-Annia, a Patavium (Padova), Altinum (Altino), Iulia Concordia (moderna Concordia Sagittaria, dove incrociava la via Postumia) e infine ad Aquileia. Nei pressi di Mestre la via si avvicinava alla costa, mentre tra Altino e Concordia utilizzava il sistema viario preesistente.

## Storia
La strada venne costruita nel 131 a.C. dal pretore Tito Annio Rufo. Il suo declino avvenne durante la tarda antichità, sia a causa delle variazioni del territorio (in particolare della laguna) sia a causa dello spopolamento conseguente alle invasioni barbariche. Con la decadenza della strada tra Altino e Concordia non ci fu più un collegamento diretto. Sarà necessario aspettare la costruzione della Strada Statale per ripristinare tratti della via.
Della via sono rimasti quattro miliari, i resti di due stazioni di cambio (a Sambruson di Dolo e a Marghera) e di un ponte (presso Ceggia), oltre a vari resti (come nei pressi di San Donà di Piave). Al museo archeologico di Padova è stato ricostruito il tracciato della via sia dentro la città romana che nei dintorni; nell'area archeologica di Concordia sono conservate consistenti tracce di strada e vari reperti.
Molto probabilmente derivano dal nome della via alcuni toponimi oggi in uso, come Agna e Lugugnana.

## Galleria d'immagini

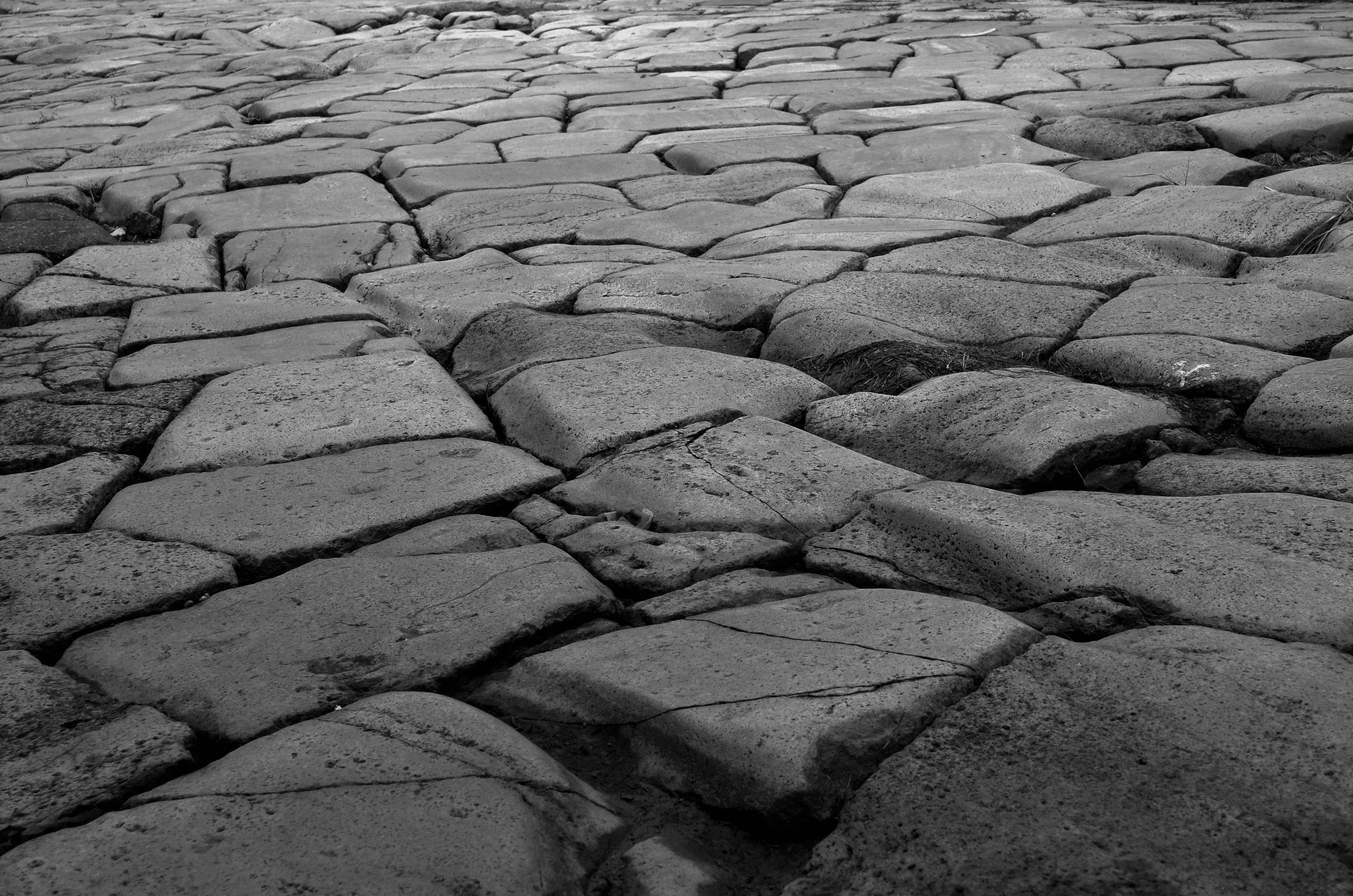
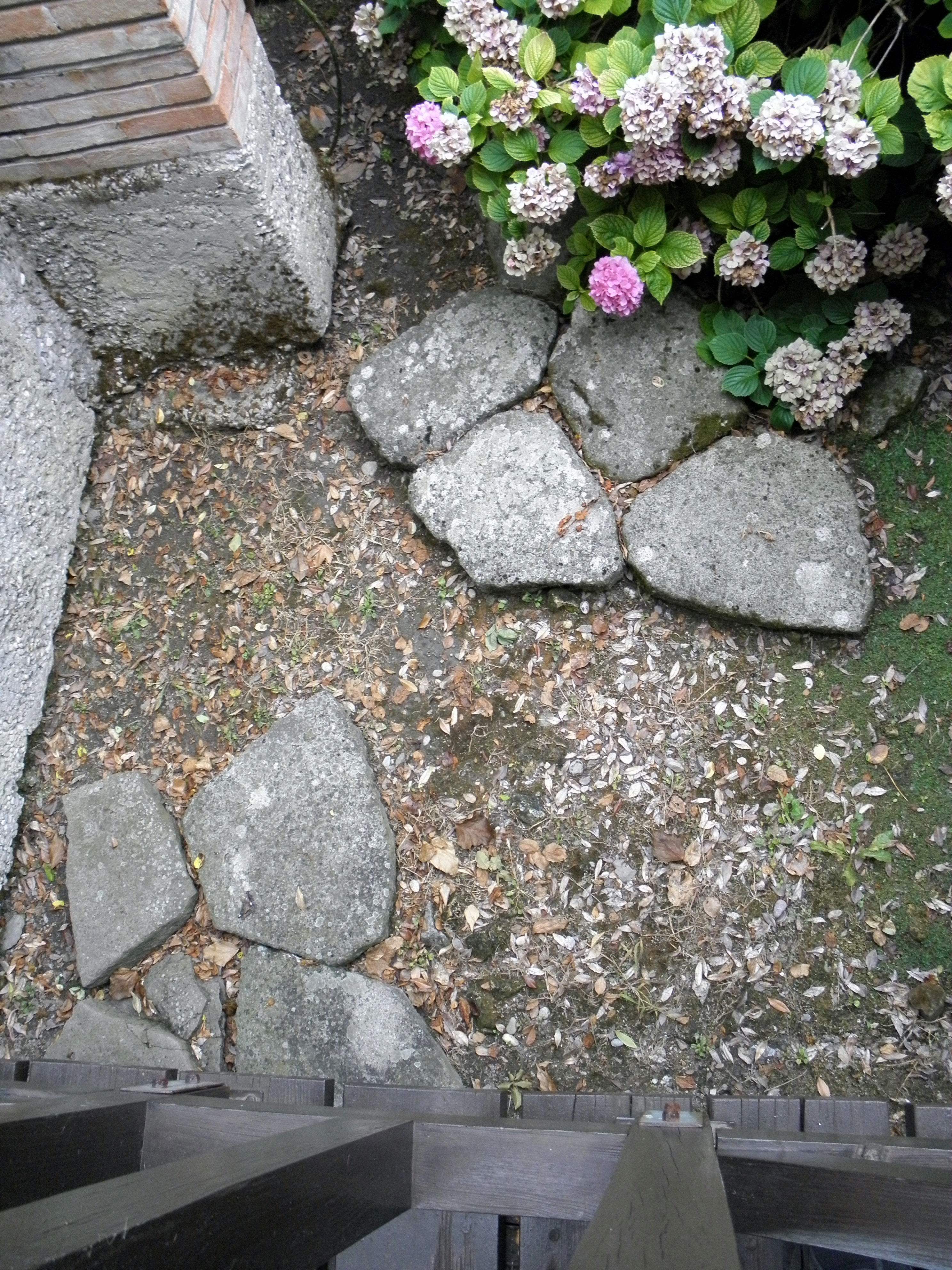
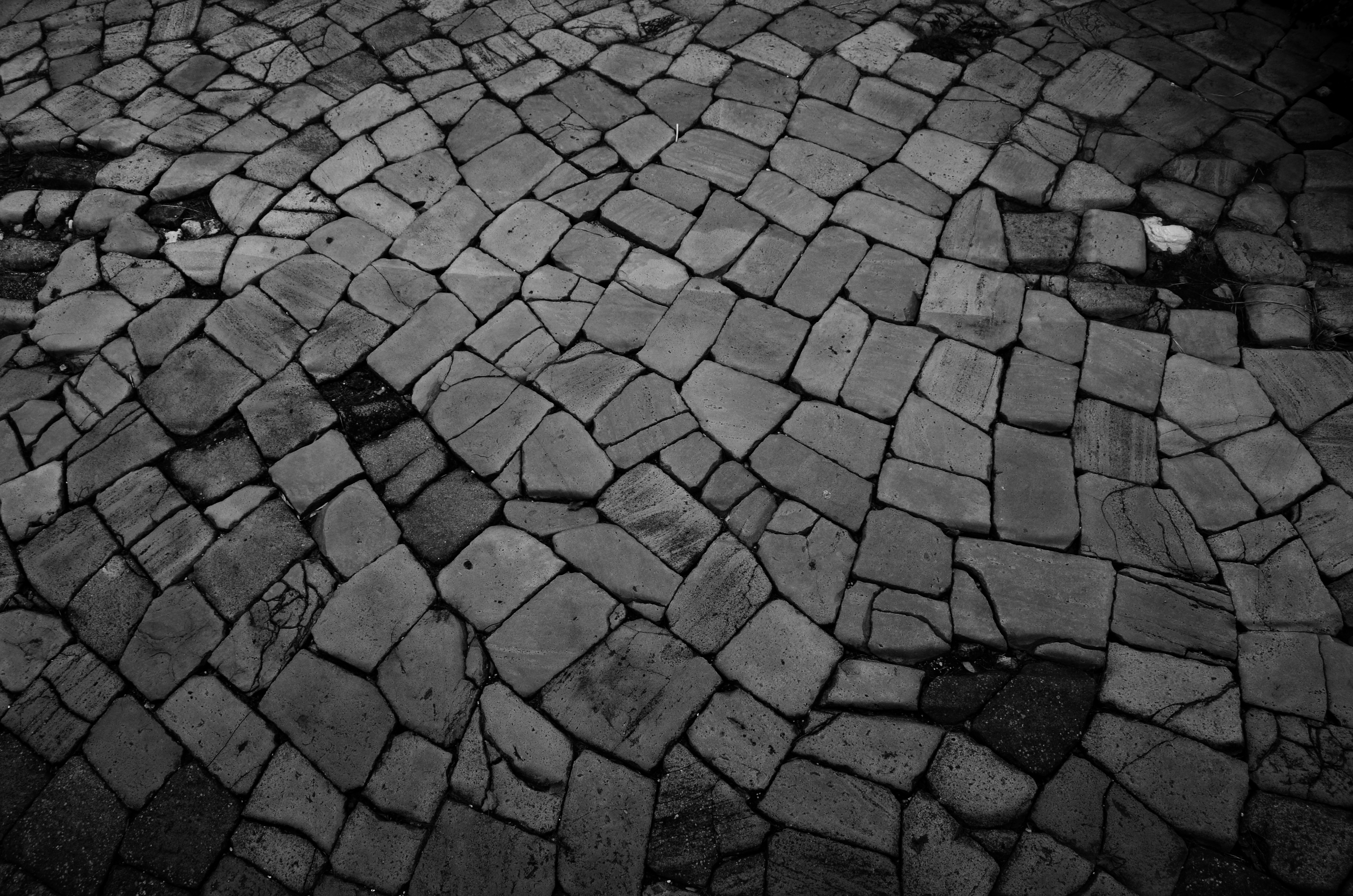